# ایگل‌ویل، شهرستان مودوک، کالیفرنیا
ایگل‌ویل (به انگلیسی: Eagleville) یک منطقهٔ مسکونی در ایالات متحده آمریکا است که در شهرستان مودوک، کالیفرنیا واقع شده‌است. ایگل‌ویل ۲٫۵۱۲ کیلومتر مربع مساحت و ۵۹ نفر جمعیت دارد و ۱٬۴۱۵ متر بالاتر از سطح دریا واقع شده‌است.